# Laurent Chaney
François-Laurent Chaney (* 15. November 1833 in Estavayer-le-Lac; † 25. April 1883 ebenda) war ein Schweizer Jurist und Politiker.

## Leben

### Familie
Laurent Chaney war der Sohn des Gerichtspräsidenten Henri Chaney und von dessen Ehefrau Philippine (geb. Chappel).
Er war mit Françoise-Hélène, der Tochter von Gustave de Werra aus Saint-Maurice, verheiratet.
Nach seinem Tod vermachte er 15'000 Schweizer Franken dem Bezirksspital des Broyetals.

### Werdegang
Nach einem Studium der Rechtswissenschaften absolvierte Laurent Chaney ein Praktikum in der Anwaltskanzlei Louis de Wuillerets und war seit 1857 als Rechtsanwalt und Schreiber am Bezirksgericht des Broyebezirks tätig.
1862 gründete er die Freiburger Dampfschifffahrtsgesellschaft und wurde Mitglied des dreiköpfigen Direktoriums. Er gründete 1866 die Kreditbank Crédit agricole et industriel de la Broye (Caib) und wurde deren Verwaltungsratspräsident; die Bank wurde 1996 aufgelöst.
Von 1869 bis zu seinem Tod war er Präsident des Bezirksgerichts Broye, 1883 erfolgte seine Wahl zum Präsidenten des 3. Assisenhofes.
1872 war er Mitgründer der Firma Société de Navigation à vapeur des Lacs de Neuchâtel et de Morat, die Bootstouren anbot.
Er wurde 1882 zum Mitglied des Verwaltungsrats der Staatsbank gewählt.
Er war an der Erstellung der Bahnverbindung von Freiburg nach Yverdon beteiligt.

### Politisches und gesellschaftliches Wirken
Laurent Chaney war einer der einflussreichsten Führer der Freiburger Konservativen.
Er war von 1866 bis 1883 im Freiburger Grossrat (Vizepräsident in den Jahren 1874, 1875, 1876, 1878, 1879, 1880, 1881 und 1882, für das Jahr 1883 wurde er zum Präsidenten gewählt) sowie vom 7. Dezember 1863 bis zu seinem Tod Nationalrat; in dieser Zeit wurde er 1868 in den Gemeinderat von Estavayer und später zum Gemeindepräsidenten gewählt. Nach seinem Tod folgte ihm Paul Aeby in den Nationalrat.
Während der Diskussion zur Juragewässerkorrektion machte er 1863 einen Vorschlag zu deren Finanzierung.
1879 wurde er Präsident der Eisenbahnkommission im Nationalrat und setzte sich im selben Jahr für die Wiedereinführung der Todesstrafe ein.